# Halgerda willeyi
Halgerda willeyi Eliot, 1904 è un mollusco nudibranchio della famiglia Discodorididae.

## Distribuzione e habitat
Indo-Pacifico tropicale.